# Augustin Lesage
Augustin Lesage (9 de Agosto de 1876, Saint-Pierre-les-Auchel - 21 de Fevereiro de 1954, Pas-de-Calais) é um pintor francês.
Ligado ao movimento espírita, estudado por André Breton encontra-se integrado na Colecção de Arte Bruta, da qual é uma das mais relevantes figuras.

## Biografia
Fontes :

### O mineiro
Augustin Lesage nasceu em Saint-Pierre-les-Auchel no dia 9 de Agosto de 1876. Com sete anos perdeu a irmã Maria mais nova do que ele quatro anos. É nesta região mineira do Norte da França onde, naturalmente, começa a trabalhar nas minas, desde os catorze anos, depois de terminada a escola primária. Logo depois viria a falecer a mãe, de cancro no lábio. Aos dezoito anos conhece a futura mulher, de quem teve uma filha em 1895. Aos 20 anos foi mobilizado para o serviço militar, nos regimentos de Dunkerque e Lille e de onde regressa em 1900 para retomar a vida simples e dura de um trabalhador do sub-solo.

### O pintor médium
Uma noite de 1911, tinha 35 anos, enquanto trabalhava no fundo da mina, muito assustado, ouviu uma voz que lhe anunciava: 
- “Um dia serás pintor!”.

A mesma mensagem foi-lhe de novo comunicada pouco tempo depois, sendo a última vez que um desses recados lhe foi participado em termos orais.

No ano seguinte iniciou-se no espiritismo, participando em sessões mediúnicas. No decurso de uma delas, numa presença que atribuiu à pessoa da sua falecida irmã Maria que falecera com três anos, começou a executar desenhos automáticos. Dessa vez foi por escrita automática, e por sua própria mão, que recados começaram a ser-lhe entregues: “As vozes que ouviste falavam a verdade: um dia serás pintor”.
Algum tempo depois novo recado lhe é ditado: 
- “Hoje não se trata de desenhos, mas de pinturas. Não tenhas receio e segue os nossos conselhos. De facto serás pintor e as tuas pinturas serão analisadas pela ciência. De princípio acharás ridículo. Seremos nós – através das tuas próprias mãos – que executaremos. Não procures compreender. Sobretudo, deves seguir os nossos conselhos. Antes de mais vamos-te indicar por escrito o nome dos pincéis e das cores que irás comprar na loja do Senhor Poriche, em Lillers. Vais lá comprar e encontrarás tudo aquilo de que necessitas.”

Lesage fez as compras indicadas e iniciou a tarefa. Nova mensagem: 
- “Agora vais trabalhar uma tela”.

Pede a um amigo para lhe encomendar uma pequena tela, mas acaba por receber uma enorme tela quadrada de três metros de lado. Preparava-se para a cortar em pedaços mais pequenos, mas uma outra mensagem dá-lhe parecer contrário: 
- “Não cortes a tela. Vai acabar por ser executada e tudo acabará em bem. Segue as nossas instruções e nós vamos ocupá-la por inteiro, na perfeição… começa a pintar”.

Deste modo tem início a tarefa de Augustin, que se ocupa com a tela, para ele de dimensões monumentais (que, aliás, ainda hoje está patente na  "Colecção de Arte Bruta" da cidade de Lausanne). Deu início à pintura, começando pelo canto superior direito da tela, que levou dois anos a concluir-se.
“…todas as noites pintava, depois de findo o trabalho na mina. Chegava a casa fatigado, mas assim que dava início à pintura, a fadiga abandonava-me imediatamente. O espírito condutor manteve-me, durante três semanas, na execução de um pequeno sector da tela. A minha mão mal se mexia. A minha paciência esgotava-se; o trabalho não avançava. E havia tanto por fazer!”
 A partir de Julho de 1913 Augustin Lesage interrompeu o trabalho na mina para se dedicar à tarefa de médium de cura. Dezenas de enfermos afirmam ter sido curados por ele, e conseguiu ser declarado inocente em tribunal pela queixa que dele tinha sido feita em Janeiro de 1914, pelo exercício ilegal da medicina.
Foi depois mobilizado para a guerra, entre 1914 e 1916, época em que continua a desenhar, desta vez postais de correio ilustrados por si. Depois de desmobilizado retoma a pintura que não irá deixar daí em diante e até ao fim da sua vida.
 Em 1921 recebeu a visita de Jean Meyer, director da Revue spirite, que se torna imediatamente o seu mecenas, o que permite a Augustin deixar definitivamente a mina em 1923, para se dedicar inteiramente à pintura.
 Em 1925 expõe duas telas na “Maison des Spirites”, em Paris, sendo depois organizada a sua primeira exposição pública no Congresso Espírita Internacional, onde se encontra com Léon Denis e com Arthur Conan Doyle. É o começo de uma série de exposições, como a do Salão das Belas Artes (Salão de Outono) em Paris e também o Salão dos Artistas Franceses.
 Em 1927 foi convidado pelo Dr. Osty do “Instituto Metapsíquico Internacional”, e solicitado pelo mesmo a apresentar-se no mesmo, que tinha sido fundado em 1920 por iniciativa de personalidades ligadas ao meio científico com o objectivo de estudar os fenómenos paranormais numa perspectiva racionalista.

É ali que Augustin – perante numerosa quantidade de assistentes – executou uma tela de 2 por 1,5 metros e deu início a uma outra de tamanho menor. Dos encontros realizados entre os dois, o Dr. Osty realizará um estudo que foi publicado pela primeira vez em 1928 na “Revista Metapsíquica”.

### O episódio egípcio
No fim de 1938 Augustin Lesage pintou uma tela com o título “A Colheita Egípcia”, onde podem observar-se diversas figuras e cenas do antigo Egipto. Desde 1922 que Lesage havia sido informado pelos espíritos: 
- “…quando pintares as colheitas de trigo no Egipto, a tua viagem ao Nilo estará próxima…”

Efectivamente, a ocasião de fazer essa viagem apresentou-se em 1939 no quadro da associação Guillaume Budé e, no dia 20 de Fevereiro, Lesage e os seus amigos partiram para Alexandria. 
Uma vez no navio Lesage afirmou que: “…os meus guias revelaram-me que iria encontrar o fresco executado no Egipto antigo, com a representação de cenas das colheitas…”
 A estadia começou no Cairo, mas foi no Vale das Rainhas, junto de Lucsor que aconteceu o “milagre” tão esperado. Lesage foi convidado com os seus companheiros de viagem a visitar o túmulo de um egípcio chamado Mena. Qual não foi a estupefacção do grupo ao descobrir, numa das paredes a representação pintada a fresco de uma cena igual à que ele havia pintado, traço por traço, alguns meses antes. Lesage ficou persuadido nesse momento que a pintura fora feita por si, numa encarnação anterior, encarnando a pessoa do pintor Mena. 
- “…O país que estava visitando era portanto aquele que tanto amara, onde vivi e trabalhei…”

Uma polémica derivou a seguir do facto de o meio espírita e alguns biógrafos terem apresentado o episódio como sendo uma prova irrefutável da mediunidade de Lesage. Baseia-se ela, em grande parte, na afirmação segundo a qual Lessage não poderia ter visto o fresco egípcio antes da partida (com o pretexto de uma descoberta recente). Isso não tem, contudo, fundamento porque essa pintura foi mencionada numa obra a partir de 1905 e reproduzida em várias publicações antes de 1930. De facto, Lesage encontra a pintura como os seus guias espirituais lhe haviam anunciado, mas sem nunca ter dito que não a tinha encontrado alguma vez antes num livro, para depois a copiar para a tela.
 Seja como for, isso nada tira ao poder e estranheza das pinturas que executou, nem às suas profundas e sinceras ligações ao Egipto.

### O legado de Lesage
Quando faleceu, a 21 de Fevereiro de 1954, deixou perto de 800 telas repartidas por colecções públicas e privadas, a saber:
- Colecção de Arte Bruta de Lausanne (entre as quais a famosa primeira tela que se encontra permanentemente exposta e que foi adquirida em 1963 ;
- Colecção de l’Aracine – Museu de Arte Moderna Lille Métropole;
- "Museu de Arte Moderna da Cidade de Paris" (da qual uma tela depositada nos "Abattoirs" de Toulouse);
- A USFIPES (União Científica Francófona para a Investigação Psíquica e para o estudo da Sobrevivência) de Paris;
- O "Instituto Metapsíquico Internacional" de Paris.

#### A retrospectiva
Em 1988-1989 foi organizada uma grande exposição retrospectiva de Augustin Lesage que deu origem a um catálogo racional da sua obra. 
A exposição desenvolveu-se em quatro etapas internacionais:
- Museu das Belas Artes de Arras e Museu de Beaulaincourt de Béthune, 15 Outubro de 1988 a 15 de Janeiro de 1989;
- Colecção de Arte Bruta de Lausanne Suíça, de 2 de Fevereiro a 30 de Abril de 1989;
- Intituto Francês de Florença (Italia), de 12 de Maio a 10 de Julho de 1989;
- Instituto Cultural Francês do Cairo (Egipto), no Outono de 1989.

#### Em diálogo com a arte contemporânea
De 11 de Junho a 7 de Setembro de 2008, a fundação da Casa Vermelha (Maison Rouge) em Paris apresentou a exposição Os Inspirados, que colocou em paralelo as pinturas de Augustin Lesage e as esculturas de Elmar Trenkwalder.

## A obra
- «Se as profundezas do nosso espírito escondem estranhas forças capazes de aumentar as da superfície, ou contra elas lutar vitoriosamente, há todo o interesse em captá-las, captá-las primeiro, para submetê-las depois, se for o caso, ao controlo da nossa razão» André Breton, Manifesto Surrealista, 1924.

### Os inícios, 1911
Os primeiros desenhos de Augustin Lesage datam das sessões espíritas organizadas em 1911, por ele e pelo seu grupo de amigos, onde é imediatamente classificado como médium. Nessa qualidade recebe mensagens sob a forma de desenhos que assina como “Maria”, nome de sua irmã mais nova, falecida em 1883 com a idade de três anos.
Esses desenhos eram totalmente abstractos, com grafias em espirais, por vezes ondulantes. O papel é inteiramente trabalhado em toda a sua superfície, como que “encaixilhado” por tiras planas ou grinaldas. Os fundos aparecem cobertos por pontilhados coloridos. O verde, o negro e as três cores primárias repartem-se em massas equilibradas, sem que nenhuma prepondere sobre as outras. 
Quando os « espíritos » lhe ordenam de passar à pintura, começa a recobrir a folha com toques de pincel que configuram uma multidão de pontos que vai preenchendo toda a superfície do suporte. Sob a dominante castanho e azul ou castanho e verde lá se reencontram as estruturas espiraladas dos desenhos. Não teria chegado com esta série de composições a fazer mais do que uma dezena de trabalhos, antes de dar início à sua “Grande Obra”.

### A primeira tela 1912-1914
Em 1912, quando Augustin Lesage recebeu a imensa tela quadrada de  três metros de lado, começa a trabalhar nela como nenhum pintor havia feito antes: pelo canto superior direito e sem nenhum projecto preconcebido do que iria executar de seguida. E explica:
“… o espírito manteve-me a trabalhar numa pequena zona quadrada durante três semanas a fio. Trabalhava, em suma, sem nada fazer. Depois dessa fase inicial o desenvolvimento deu-se, o pincel começou a movimentar-se de um lado para o outro, construindo a simetria…”
«A primeira grande pintura de Augustin Lesage é uma das mais audaciosas da arte moderna. Sem ser propriamente não figurativa (a figuração, tanto arquitectónica como antropomórfica, é abundante), explora quase todas as possibilidades da abstracção lírica bem como do constructivismo russo numa época em que este último, entre artistas profissionais, se encontra ainda a dar os seus passos iniciais. Ornamental, decorativa, não deixa de corresponder – tal como as obras de Kandinsky – da qual é contemporânea, a uma intenção espiritual. Será que é tão grande a distância entre a teosofia cara ao artista russo e o espiritismo ao qual se encontra ligado o mineiro francês? O primeiro identifica-se com Rudolf Steiner, o segundo com Léon Denis."

### O período clássico 1916-1927
Regressado da guerra, Augustin Lesage desenvolve o que lhe tinha aparecido durante a execução da sua primeira tela. A simetria parcial desta última deu lugar a uma simetria total, ordenando-se as composições de ambos os lados de um eixo central, em invenções de carácter monumental que evocam arquitecturas fantásticas. É neste período de anos que Lesage atinge o apogeu da sua carreira de pintor, produzindo trabalhos abstractos de grande formato (em média entre um e 2 metros) constituídos por uma sucessão de motivos repetitivos, que se desenvolvem o mais habitualmente por camadas horizontais, o que pode entender-se como uma alusão ao cenário normal do seu ofício de mineiro. De acordo com testemunhas o ritmo de progressão do seu trabalho é surpreendentemente rápido (« ... a uma embalagem regular e louca, sem pausas para reflectir, como se fosse uma máquina, precisa e sem solavancos…»). Pinta portanto de modo espontâneo, inspirando-lhe os espíritos uma arte ornamental.
Usa de preferência as cores puras, com um pincel para cada uma delas, em godés diferentes. Sendo as pinturas quase sempre abstractas podem encontrar-se, no entanto, aqui e ali, minúsculos rostos ou pássaros geometrizados que se aninham no intrincado das construções. A composição não ocupa a totalidade da superfície, recorta-se sobre um fundo único, ostentando cúpulas e torretas.

### O aparecimento de figuras 1927-1954

#### A transição “selvagem” 1927-1930
Nesse ano de 1927 Lesage informou: «os meus guias dizem-me desde há algum tempo que cheguei ao apogeu do meu primeiro apostolado, e que devo entrar na segunda fase do mesmo». 
Com efeito, a mudança dá-se, de forma nada menos que brutal, uma vez que, ocupando a tela até chocar com os seus limites, formas redondas e ovais parecem inchar e irromper como que livres do constrangimento das linhas limite e desabrocham em plumagens esplendorosas, reforçadas por pinceladas que fazem pensar no estilo inicial de Lesage, orgânico, tal como dera início à sua primeira tela. Agora, porém, são numerosas formas de pássaros que surgem, rostos cada vez mais presentes que chegam a ocupar o próprio centro das telas. Os tons puros rarefazem-se para dar lugar aos avermelhados, castanhos e malvas. A breve trecho, esses elementos “naturais” virão inserir-se e rodear os tabernáculos simétricos tão caros ao pintor.

#### O imaginário tradicional 1930-1954
Seguir-se-ão as reproduções de imagens de origens diversas destinadas a adornar as composições de forma mais ou menos feliz, mas retirando-lhe a força essencial e simbólica. O Egipto é a origem principal dessas imagens (mesmo omnipresente entre 1935 e 1942), mas também se conta um número importante de motivos cristãos e algumas referências ao Médio Oriente.

### Os ornamentos 1930-1954
No entanto, paralelamente ao desenvolvimento das figuras, Augustin Lesage continua a pintar composições decorativas puras abstractas, mas menos espectaculares que as anteriores (de 1927), porque mais densas e estereotipadas. Tornam-se brilhantes por voltas de 1936, pelo uso quase exclusivo de tons puros. Empastamentos suaves realçam os pontos de cor aplicados aqui e ali, reforçando o preciosismo e prenunciando as pinturas de Crépin. As repetições de mandorlas e rosáceas (formas femininas por excelência) tornam-se cada vez mais sistemáticas. 
Sofrendo da vista, enfraquecido pela idade, Lesage tem de resignar-se a depor os pincéis no ano de 1952, menos de dois anos antes da sua morte.
Mediante o espiritismo, Augustin Lesage terá conseguido a proeza de criar, sem nenhuma espécie de formação, uma obra de pintura que acompanha, e mesmo antecipa três dos mais importantes  movimentos artísticos do século XX: 
A Arte abstracta (admite-se geralmente que a primeira obra não figurativa da arte ocidental é uma aguarela de Kandinsky de 1910, e o Quadrado Negro de Malévitch data de 1915) ; 
o surrealismo (as primeiras experiências de criação “automática” não têm o seu início senão depois de 1917 
e a Art brut (cuja designação e fundamentos não aparecerão senão em 1945).

## equivalentes artísticos

### Ferdinand Cheval(1836-1924)
Cheval e Lesage podem considerar-se como duas grandes figuras da arte popular francesa. Um escultor e o outro pintor, e não apenas por serem contemporâneos, mas primordialmente porque desenvolveram, cada um na modalidade artística própria, uma obra monumental, inconcebível e pioneira, de origens muito modestas e fora de qualquer influência ou aprendizagem artística. As comparações, contudo, não ficam por aqui. 
Ferdinand Cheval é 30 anos mais novo que Lesage; também trabalhava desde os treze anos, como padeiro e depois como carteiro, teve a sua “revelação” artística aos 43 anos, de maneira muito mais prosaica, ao tropeçar numa pedra cujo formato bizarro lhe captou as atenções e que o estimularam a empreender a construção do seu Palácio Ideal. No entanto, a maneira como se dedicou à tarefa ao longo dos primeiros doze anos, envolve coincidências perturbadoras com a que mobilizou Lesage para a execução da sua primeira tela.
Cheval começou à esquerda por construir uma espécie de gruta, para depois seguir intuitivamente o seu trabalho, de forma orgânica e chegar por fim a uma estrutura muito mais organizada, simétrica, uma espécie de templo, tal como Lesage fez com a pintura. Cheval pensou aquele templo « à moda dos reis Faraós e com formato egípcio»! Fernand Cheval chegou ao termo da sua obra-prima exactamente no mesmo ano em que Lesage começava a sua.

### Fleury Joseph Crépin(1875–1948)
Os pontos comuns entre Crépin (vendedor de quinquilharias e curandeiro de nomeada) e Lesage são numerosas: a mesma idade, habitantes da mesma região, conheceram-se no começo dos anos trinta nos meios espíritas. Quando Crépin começa a pintar é de acordo com uma espécie de filiação natural que elabora a sua própria obra: palácios imaginários, simétricos, cheios de pontilhados e de figuras, sobre fundos lisos. Mas este «Lesage naïf» vai desenvolver o seu próprio estilo, mais grosseiro e, por isso, mais envolvente que o do seu predecessor, com superfícies de cores lisas, reservas espessas, e sobretudo as aplicações de gotas grossas  e brilhantes executadas de forma que guardou em segredo. Entrou na lenda nos seus começos quando, nos princípios de Abril de 1939 “as vozes” lhe dizem: “quando tiveres pintado 300 quadros, nesse dia, a guerra vai acabar”. Acontece que terminou a pintura de trezentas obras em Maio de 1945, data em que findou a segunda guerra mundial.
De notar ainda que foi muito apreciado entre os surrealistas e que se tornou bastante conhecido como integrante do movimento da “l’Art brut”.

### AArte mediúnica[4]
Por vezes os estados de transe e de comunicação com o Além conduzem certas pessoas à criação. Dizem-se “guiadas” naquilo que fazem, na condição de médiuns, como foi o caso de Augustin Lesage. Oriundos de meios modestos de camadas populares, frequentemente ligadas ao espiritismo, integraram uma parte importante da “l’Art brut” dado que alimentam o seu processo criativo fora de qualquer influência artística. Há um grande número de figuras desse tipo, como, por exemplo:
- Madge Gill (1882-1961)
- Raphaël Lonné (1910-1989)
- Hélène Smith (1861-1929)
- Laure Pigeon (1882-1965)
- Etc.

### Estudos
- Colectiva, Augustin Lesage 1876-1954, Catálogo racional, Arras -Béthune -Lausanne -Florence -Le Caire, Philippe Sers Éditeur, 1988;
- Jean-Louis Victor, Augustin Lesage ou os pincéis de Deus, Éditions de la Reyne de Coupe, 1996;

#### Artigos notáveis / Capítulos inteiros de livros
- Augustin Lesage, pintor sem ter estudado pelo Dr. Eugène Osty, "Revue Métapsychique", Janeiro de 1928 pags. 1-35;
- A Mensagem Automática, André Breton, Minotaure número 3-4, 1933;
- O Mineiro Lesage por Jean Dubuffet, Fascículo da arte Bruta, numéro 3, Companhia da Arte Bruta, Paris, 1965;
- Em inglês, de  Michel Thévoz: Spiritualism and the work of Augustin Lesage, Raw Vision, numero1, 1989;
- Lesage : A arte dos automatismos, Capítulo 4, pag. 58-67 em “Outsiders, fous, naïfs et voyants dans la peinture modern” 1889 - 1960 de Christian Delacampagne, Edições Mengès, Paris, 1989;
- Em inglês Augustin Lesage –Raw Classics por Geneviève Roulin, Raw Vision número 26, 1999;

#### Obras que mencionaram Augustin Lesage
- "Outsider Art" de Roger Cardinal, Londres, Studio Vista, 1972;
- "Catálogo da Colecção de Arte Bruta", Lausanne, 1976 e 1986;
- "Les Singuliers de l’art" obra colectiva, Paris, edição do Museu de Arte Moderna, 1978;
- "A Arte Visionária" de Michel Random, Paris, Editora Nathan, 1979;
- "A Arte Bruta" de Michel Thévoz, Genève, Editor Skyra, 1980;
- "Os Primitivos do Século XX" de Jean-Louis Ferrier, Paris. Editora Terrail, 1997;
- "Arte Bruta - Colecção de L'Aracine", autor colectivo; Edição do LAM - Museu de Arte Moderna de Lille, 1997;
- "Arte Mediúnica, Visionária, Mensagens do Outro Mundo" autor colectivo, Paris, Edição Hoëbeke, 1999;
- "L’art brut, l’art outsider et au-delà" de John Maizels, Paris, Editora Phaidon, 2003.

#### Catálogo de exposição
- "Augustin Lesage et Elmar Trenkwalder", "Os Inspirados", Edições Fage, Paris, 2008;

### Artigo relacionado
- Arte mediúnica